# Sáp (thị trấn)
Sáp là một thị trấn thuộc hạt Hajdú-Bihar, Hungary. Thị trấn này có diện tích 19,22 km², dân số năm 2010 là 955 người, mật độ 50 người/km².